# Emanuele Capponi
Emanuele Capponi (Priverno, 7 de enero de 2001) es un deportista italiano que compite en remo como timonel.
Ganó tres medallas de bronce en el Campeonato Europeo de Remo entre los años 2023 y 2025. Participó en los Juegos Olímpicos de París 2024, ocupando el sexto lugar en la prueba de ocho con timonel femenino.

## Palmarés internacional
| Campeonato Europeo | Campeonato Europeo | Campeonato Europeo | Campeonato Europeo |
| Año                | Lugar              | Medalla            | Prueba             |
| ------------------ | ------------------ | ------------------ | ------------------ |
| 2023               | Bled (Eslovenia)   | Medalla de bronce  | Ocho con timonel   |
| 2024               | Szeged (Hungría)   | Medalla de bronce  | Ocho con timonel   |
| 2025               | Plovdiv (Bulgaria) | Medalla de bronce  | Ocho con timonel   |